# Pedro Bacán

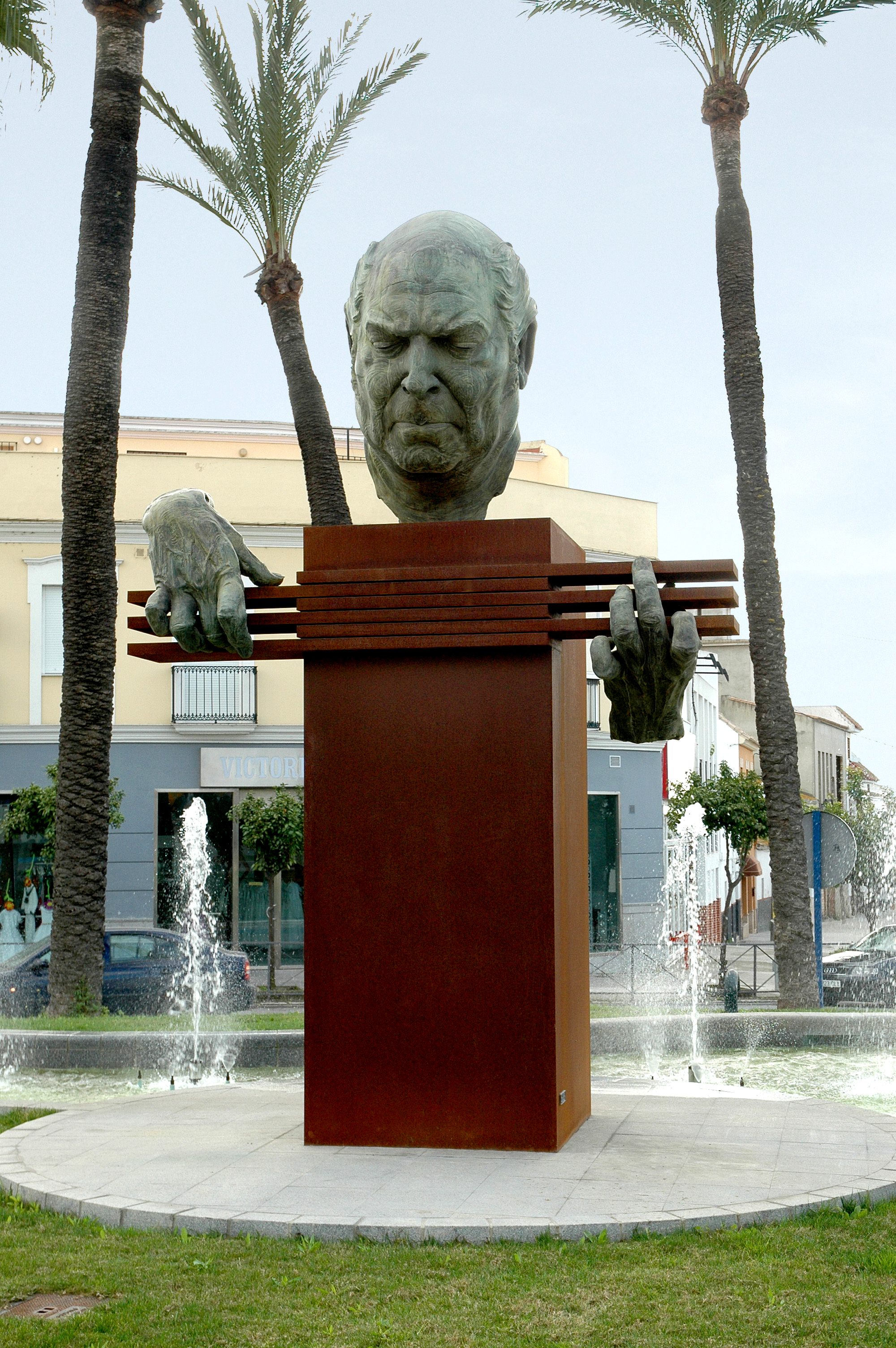
Monumento al guitarrista Pedro Bacán en Lebrija (provincia de Sevilla).

Pedro Bacán Peña (Lebrija, provincia de Sevilla, 12 de febrero de 1951 - Los Palacios y Villafranca, 26 de enero de 1997), fue un guitarrista y compositor gitano español.

## Biografía
Nació de cuna gitana, su madre Ana "del Pelao" y su padre, Sebastián Peña Peña “Bastián Bacán”, perteneció a una legendaria estirpe de gitanos matarifes y carniceros: «Los Funi». Sebastián era hijo de Juan Peña Peña (Juan Funi) y de Fernanda Peña Vargas (Fernanda la vieja). 
Su formación escolar comienza en la institución religiosa de “La Caridad”, regentada por una comunidad de monjas. Sus compañeros y sus profesores lo veían como un niño de pocas luces. Aprende en el matadero municipal el oficio de su familia, “matarife”. La etapa de infancia y adolescencia transcurre entre amigos y primos de su misma edad.
Entre los 13 y 15 años, su primo Antonio tocaba la guitarra y provocó en él un enorme gozo cuando lo hacía en las fiestas familiares. Por ello su madre le compró su primera guitarra. Aprendió del maestro Penaca, y más tarde su primo Pedro le impartió las primeras lecciones de toque flamenco, al mismo tiempo que el Padre Carlos le enseñaba solfeo. Pero su verdadero conservatorio estaba en casa de su abuela Fernanda, quien le cantaba y le hacía que la acompañara al toque. Durante estos años de aprendizaje hay que destacar la figura de Miguel Funi, que lo acoge como guitarrista y lo introduce en el mundo artístico. Esto le sirve para conocer los diferentes circuitos por los que se mueve esta música. Poco a poco, su toque va siendo valorado.
El año 1973 a mediados de julio, conoce a JIll Snow, estadounidense fascinada por el flamenco, sobre todo por la guitarra que se convertirá en su esposa y en la madre de sus dos hijos. 
Jill prefirió alojarse en el pueblo para conocer mejor a los españoles y la espontaneidad de la música flamenca.
De todos los países que Pedro visitó con su música, fue en Francia donde más y mejor interconectó. París llegó a ser su segunda ciudad de residencia. Había ido sembrando su música con diferentes espectáculos y recitales. Tres personas influyen decisivamente en su relación profesional con el país galo: Miguel Alcalá, Federico Deval y Carola Fierz. Pedro se apoyó en la ventana de París y quedó mirando el mundo durante muchos años. El guitarrista flamenco suele lucirse cuando es arropado por un cantaor o por un grupo de instrumentos que le permiten unas veces brillar y otras no exponerse más de la cuenta. Con gran humildad se entregaba al público, y el público se lo agradecía a su vez con cariño y consideración. Francia tuvo también su importancia en el desarrollo de los tres espectáculos más importantes en la vida profesional de Pedro: El Clan de los Pininis, Nuestra Historia al Sur y Del Pentagrama a las Fuentes. Este país fue fundamental en la producción de su único disco en solitario, Aluricán.
Murió en accidente de tráfico el 26 de enero de 1997, estrellándose contra un árbol al salirse en el kilómetro 36 de la carretera en Los Palacios y Villafranca cuando regresaba a Lebrija desde Sevilla. Fue enterrado en el cementerio de su natal Lebrija.

## Filmografía
- Pedro Bacan et le Clan des Pinini (Pedro Bacan y la familia Pinini)[2] de Carole Fierz
- Ines, ma Soeur (Inés Hermana mía)[3] de Carole Fierz
- Flamenco, un voyage andalou (1988) de Jana Bekova
- Les noveaux castillans (1989) de Robert Manthoulis